# آلمریا
آلمریا مرکز استان آلمریای اسپانیا است. این شهر در ساحل دریای مدیترانه قرار گرفته و یکی از گردشگاه‌های مهم اسپانیا به‌شمار می‌آید
جمعیت آن حدود ۱۹۰ هزار نفر و مساحتش ۲۹۵ کیلومترمربع است. دهستان ال اخیدو (به اسپانیایی: El Ejido) در ۳۰ کیلومتری جنوب‌غرب شهر آلمریا دارای بیش از ۳۰۰ هزار هکتار مجموعهٔ گلخانه‌ای است. که این منطقه را به باغچهٔ کشت سبزیجات اروپا بدل کرده است.

## نامگذاری
آلمریا در مقایسه با سایر شهرهای اسپانیا شهری نسبتاً جدید است و دستور ساخت آن را خلیفه عبد الرحمن الناصر لدین الله در سال ۳۴۴ هجری قمری (۹۵۵ میلادی) داد و نامگذاری آن از روی موقعیت و کاربرد آن به عنوان یک برج دیدبانی و رصدخانه برای شهر پچینا بود. نام «آلمریا» از نام عربی سابق شهر، مدینة ألمریة (مشتق شده از کلمه عربی المرآة به معنای آینه) به معنای «شهر برج مراقبت» گرفته شده است. از آنجایی که این شهرک در ابتدا بندر یا حومه ساحلی پچینا بود، در ابتدا به عنوان ألمریة البجانة (نام عربی پچینا) شناخته می‌شد.

## آلمریا، سرزمین گلخانه‌ها

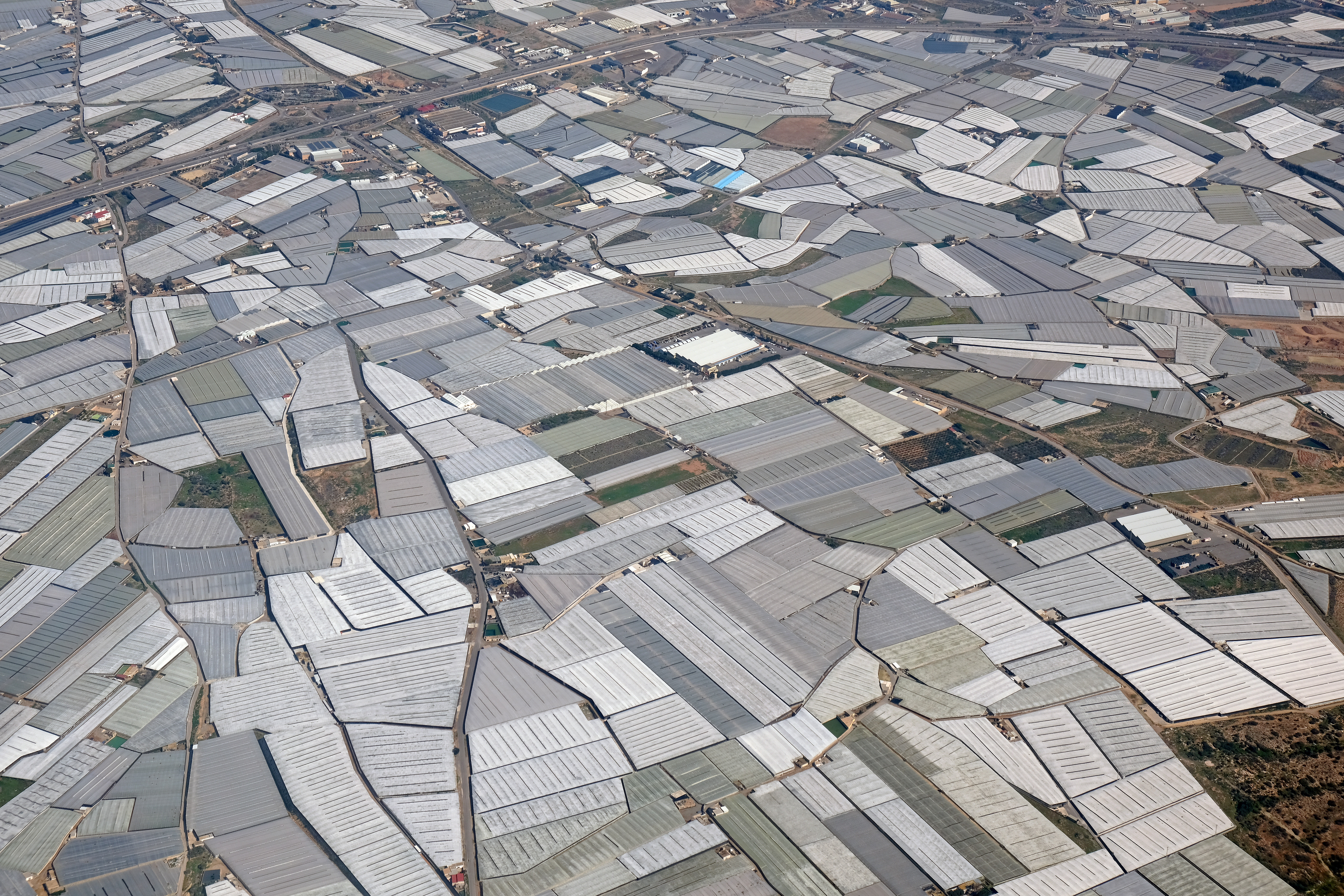
گلخانه‌های نزدیک به ال اخیدو

چشم‌انداز خشک و بی‌روح منطقه، هیچ نشانی از روح کشاورزی در خود نداشت. آلمریا در جنوب اسپانیا و در سواحل مدیترانه، یکی از فقیرترین مناطق این کشور بود. اما این گلخانه‌های پلاستیکی بودند که از دهه ۱۹۸۰ به آلمریا امکان دادند در تمام طول سال سبزیجات تولید کند و منبع درآمد بی‌نظیری برای تمام منطقه باشد.

## تاریخ
آلمریا در سال ۹۵۵ توسط عبدالرحمن سوم به عنوان بندر اصلی امپراتوری بزرگ او تأسیس شد. در سال ۱۴۸۹ و در راستای تشکیل اسپانیای واحد فرمانروایان کاتولیک فردیناند دوم و ایزابل یکم این شهر را از مسلمانان بازپس گرفتند. در سال ۱۴۹۲ آلمریا با حفظ نام خود تبدیل به اسقف نشین شد. قرن شانزدهم قرن بلایای طبیعی برای آلمریا بود و در این قرن حداقل چهار زمین لرزه بزرگ (۱۵۱۲، ۱۵۲۲، ۱۵۲۹، ۱۵۵۰) را متحمل شد. علاوه بر این در طول آن قرن حملات منظم توسط دزدان دریایی بربر وجود داشت که تا قرن ۱۸ میلادی ادامه داشت. عمدتاً ساکنان مناطق ساحلی برای بردگی در شمال آفریقا ربوده می‌شدند.
در طول جنگ داخلی اسپانیا، شهر توسط نیروی دریایی آلمان گلوله‌باران شد و اخباری در مورد «بمباران جنایتکارانه آلمریا توسط هواپیماهای آلمانی» به مطبوعات لندن و پاریس رسید. آلمریا در سال ۱۹۳۹ تسلیم شد و آخرین شهر اصلی اندلس بود که به دست نیروهای ژنرال فرانکو افتاد. در نیمه دوم قرن بیستم، آلمریا شاهد رشد اقتصادی چشمگیر به دلیل گردشگری و کشاورزی فشرده بود، با محصولاتی که در تمام طول سال در گلخانه‌های عظیم پوشیده از پلاستیک (Invernaderos) برای تولید انبوه سبزیجات، رشد می‌کردند. پس از مرگ فرانکو و تصویب عمومی قانون اساسی جدید اسپانیا، از مردم جنوب اسپانیا خواسته شد تا در یک همه‌پرسی وضعیت خودمختار منطقه اندلس را تصویب کنند. همه‌پرسی با ۱۱۸۱۸۶ رای موافق و ۱۱۰۹۲ رای مخالف در استان آلمریا، که ۴۲٪ از کل رای‌دهندگان ثبت نام شده را تشکیل می‌داد، تصویب شد.
آلمریا پایتخت سینمایی اسپانیا است. به دلیل تنوع جغرافیایی و ارزان بودن نیروی کار فیلم های بین المللی مشهوری از جمله: به خاطر یک مشت دلار 1964، خوب، بد، زشت 1966 و لورنس عربستان 1962 در این شهر تولید شده اند.